# Kalcium-klorid
A kalcium-klorid (CaCl2) a kalciumnak a klórral alkotott ionos vegyülete. Vízben nagyon jól oldódik. Szobahőmérsékleten szilárd sót alkot. Alkalmazása nagyon sokrétű, például az utak síkosságmentesítéséhez és cement-adalékanyagként is használják. Nagy mennyiségben mészkőből lehet előállítani, ugyanakkor fontos forrása a Solvay-eljárás, melynek melléktermékeként keletkezik. Higroszkopikus tulajdonsága miatt (nagy intenzitással köti meg a vizet) zárt, jól szigetelt tartályban kell tárolni, szállítani. A VIII. Magyar Gyógyszerkönyvben  Calcii chloridum dihydricum és Calcii chloridum hexahydricum    néven hivatalos.  

## Kémiai tulajdonságok
A kalcium-kloridot egy oldatban kalcium-ionok forrásához alkalmazzák. Sok kalciumvegyület nem vízoldékony, ezért a folyamat során kicsapódik.
3 CaCl2(aq) + 2 K3PO4(aq) → Ca3(PO4)2(s) + 6 KCl(aq)
Olvadt CaCl2-t elektrolízisnek alávetve kalciumot kapunk.
CaCl2(l) → Ca(s) + Cl2(g)

## Előállítása
Előállításának többféle módja is ismert:
2 CH3COOH + CaCO3 → CO2 + H2O + 2 CH3COO- + Ca2+
majd a keletkezett oldathoz Nátrium-klorid oldatot adagolva a lejátszódó reakció:
2 CH3COO- + Ca2+ + 2 Na+ + 2 Cl- → CaCl2 + 2 CH3COONa
Továbbá:
CaCO3 + 2 HCl → CaCl2(Aq) + H2O(I) + CO2(g)
Mindkét előállítási mód esetén nehézséget okoz a keletkező CaCl2 exoterm oldódása.

## Felhasználási területei
Az évente előállított több millió tonna kalcium-kloridot rendkívül sok területen alkalmazzák:
- Erősen higroszkopikus hatása miatt a levegőben vagy bármilyen egyéb gázban jelenlévő vízpára eltávolítására használják oly módon, hogy a gázt átáramoltatják egy erre a célra készített, kalcium-kloridot tartalmazó csövön. Az egyes oldatokban található nem kívánt vízmennyiség eltávolítására is használják. Ezen tulajdonsága miatt a kalcium-klorid kiváló „szárítószer”.

CaCl2 + 2 H2O → CaCl2·2H2O
A víz megkötése, valamint a vízben történő oldódás erősen exoterm, és a környezet hőmérséklete igen hamar 60 °C fölé ugrik. Emiatt könnyen égési sérüléseket okozhat.
- Mivel feloldódás közben intenzíven hőt termel, ezért jégolvasztásra is alkalmazzák. Az utakra szórva hatékonyan felolvasztja a jégpáncélt, és oldott állapotban kevésbé káros a növényekre, mint a nátrium-klorid, valamint alacsonyabb hőmérsékleten is használható.
- Betonkeverékekben elősegíti a gyors megszilárdulást, de erősen korrodáló hatása miatt vasbetonszerkezetekben nem alkalmazható.[2]

- Néhány autópályán a szálló por visszaszorítására is használják, mert az útra szórva ott megköti a vizet, ezáltal egy vékony folyadékréteg kerül az út felszínére, mely megköti a port.[3]

- A kalcium-klorid nagyon sós ízű, ezért néhány ételben adalékanyagként (ízszabályozásra és szilárdítóanyagként) alkalmazzák E-száma 509. Savanyúságokban és egyes paradicsomsűrítményekben, egyes sajtfélék elkészítése során, és konzervzöldségekben előszeretettel használják. Az étel sós ízét a nagy mennyiségben káros nátrium-klorid alternatívájaként kalcium-kloriddal is szokták korrigálni.
- Műanyagokhoz is adagolják.
- A szennyvíztisztítás során hátramaradt üledék víztartalmának csökkentésére is használják.
- Mivel növeli a sejtmembrán permeabilitását (a sejtmembrán meggátolja a nagy molekulák be- és kijutását a membránon keresztül), vizes oldatát előszeretettel alkalmazzák genetikai módosítások során, mert a csökkentett ellenállás segítségével a DNS-fragmentumok nagyobb valószínűséggel jutnak be a sejtbe, és épülnek be a sejt DNS-ébe.
- Poroltókban használt adalékanyag.
- Kohókban is alkalmazzák.
- „Álkaviár” előállítása során a zöldség- vagy gyümölcskivonathoz adagolják.[4]

- Sürgősségi ellátásban a blokkolt kalciumcsatornák okozta zavar helyreállítására, valamint a kalcium-glukonáttal együtt az elektrolitegyensúly beállítására is alkalmazzák.
- Növénytermesztésben mészhiány pótlásásra. Oldata ökológiai (bio) gazdálkodásban is használható az alma levélzetének a kalciumhiány megállapítását követő kezelésére [5]

## Elővigyázatossági tanácsok
A kalcium-klorid erősen irritáló szer, használata során kesztyű és védőszemüveg viselése ajánlott, valamint kerülni kell a közvetlen belélegzést.
Bár kezelése különösebb körültekintést nem igényel, a szervezetbe légzés folyamán vagy a szájon át bekerülve égési sérüléseket okozhat.